# Antônio Dias de Oliveira
Pour les articles homonymes, voir António Oliveira et Oliveira.
Antônio Dias de Oliveira est un bandeirante qui se rendit célèbre explorant l'intérieur du Minas Gerais surtout la vallée des Rios Doce et Piracicaba (pt), à la recherche de richesses minérales.
La ville de Antônio Dias, sur les rives du Rio Piracicaba lui doit son nom.
Bartolomeu Bueno de Siqueira a poursuivi les explorations de son beau-frère Antônio Rodrigues Arzão dans l'arrière-pays de Caeté avec son autre beau-frère Manuel Ortiz de Camargo (qui s'est rendu dans la chaîne montagneuse d'Itaverava) et son gendre Miguel Garcia de Almeida e Cunha, qui a descendu le Gualacho do Norte et a découvert de l'or dans la chaîne montagneuse d'Itatiaia, dont il a extrait des quantités. C'est là que sont nées les colonies qui allaient devenir Mariana, Ouro Preto, Caeté, São José, Pitangui, etc. Cela a dû se produire avant 1695.
Un auteur commente : « Avec cette nouvelle (des découvertes), tant de gens sont venus dans la colonie que seulement trois brasses de terre ont été allouées à chacun des mineurs, pour cette raison un certain Antônio Dias a lancé une nouvelle Bandeira, et le long de la même montagne, qui avec la continuation et le tracé qu'ils ont donné est maintenant une rue continue et forme la Vila Rica do Ouro Preto ». Ce devait être en 1696, et Antônio Dias occupait manifestement le côté est, l'endroit qui lui a valu son nom ».
Il serait parti de Taubaté à la recherche de Tripuí. Antonil raconte que des paulistas s'étaient rendus à Tripuí, nom d'une étroite vallée en amont d'Ouro Preto, qui était à l'origine le nom d'Ouro Preto lui-même, et que dans la rivière un mulâtre avait trouvé des grains de métal qu'il vendit plus tard à Taubaté à Miguel de Souza - et ce dernier, réalisant qu'il s'agissait d'or, partit à sa recherche, en passant par Itaverava, où il reconnut l'existence d'une vallée escarpée, suivie d'une rivière - l'actuelle Ribeira, partit à sa recherche en passant par Itaverava, où il reconnut l'existence d'une vallée escarpée, suivie d'une rivière - l'actuelle Ribeirão do Funil, à côté de laquelle se dresse le majestueux pic d'Itacolomi - difficile à reconnaître, car le pic change complètement d'aspect selon le côté d'où on l'observe.
Depuis la Serra da Borda, Antônio Dias repéra Itatiaia, continua vers Rodeio, gagna la Serra de Pires (aujourd'hui Campo Grande), traversa le Ribeiro da Cachoeira et remonta. Les premiers découvreurs, entrés par Itaverava à la recherche du Rio das Velhas, espéraient le trouver au tournant d'Itatiaia, mais ils n'y parvinrent pas car la montagne se ramifie et laisse plusieurs affluents se jeter dans le Rio Doce avant de séparer les deux vallées. Ce n'est qu'en descendant, après de nombreuses marches, la chaîne de montagnes du Tripuí, qu'ils virent la chaîne de montagnes du sud au nord qui indiquait positivement le divorce des eaux, puis le versant suivant de la rivière désirée. En sautant le Tripuí, ils ont escaladé la montagne pour la traverser dans la dépression de Campo Grande, et de là, trouvant les nouvelles eaux, ils ont continué sur les pics de Catarina Mendes ; mais avec surprise ils ont reconnu le nouveau cercle vicieux, qui les a conduits à la région des champs. Ils ont alors vu les montagnes de la Serra da Borda, et tout le pays qu'ils avaient traversé en allant à Itaverava, et en observant les eaux, ils ont vu qu'elles se dirigeaient vers le sud, comme si elles entraient dans Congonhas ; et le Rio das Velhas coulait vers le nord. Ignorant l'existence du fleuve, ils décidèrent de retourner au village par crainte des eaux, coupant en ligne droite pour rejoindre le carrefour de Fernão Dias, arrivant à Taubaté avec les granits couleur acier que l'on trouve à Tripuí. Ils n'avaient pas vu Itacolumi à l'entrée, mais à la sortie de la vallée de Tripuí : Antônio Dias de Oliveira est entré là où les anciens sont sortis, de la chaîne de Borda il a vu Itatiaia, est venu vers Rodeio (« bordejo », ou lieu dans la chaîne de montagnes en face de São Julião) et en traversant la chaîne de montagnes Pires là, a atteint le ruisseau qui est maintenant Cachoeira, d'où il est remonté à Campo Grande le jeudi 23 juin 1698.
Un autre historien cite une autre date : « Le vendredi 24 juin, jour de la Saint-Jean-Baptiste, ils virent Itacolomi et la vallée du Tripuí, un panorama splendide et prodigieux, sur le site qui fut utilisé pour construire une chapelle à Saint-Jean et qui, plus tard, en descendant les pentes jusqu'au fond de la vallée, deviendrait la future zone d'Ouro Preto et de Vila Rica ». Il retourna à Taubaté et appela des amis et des parents en 1699. Les ruisseaux et les collines d'Ouro Preto, encore appelés Passadez, Bom Sucesso, Ouro Fino, Ouro Bueno, ont été découverts par Antônio Dias, de Taubaté, le père João de Faria Fialho et Tomás Lopes de Camargo, cousin du découvreur d'Itaverava Bartolomeu Bueno de Siqueira ».
Il avait ainsi trouvé les riches gisements d'or qui l'ont rendu célèbre de l'autre côté. Au début, une grande distinction a été faite entre l'arraial Ouro Preto, sur les pentes qui descendent vers la vallée, où se trouve l'actuelle église paroissiale du Pilar, et l'arraial Antônio Dias, sur les pentes des montagnes Ouro Preto et Itacolomi. Le premier établissement était « Ouro Preto », dans les marais et les ravins qui bordaient le Ribeirão do Tripui, défrichant les bois qui couvraient l'emplacement de l'ancienne église paroissiale et les pentes qui montaient jusqu'à l'actuelle Rua das Escadinhas et Ladeira do Pilar ». Le deuxième village était Caquende, sur les rives du chemin des cascades, au bord du ruisseau Ramos et sur les pentes de Rosario.
De 1700 à 1701, il abandonne l'exploitation minière et s'installe à Piracicaba, où il fonde en 1706 une colonie connue sous le nom d'Antônio Dias Abaixo, sur les rives de la rivière Piracicaba. Cette région deviendra plus tard l'actuelle municipalité d'Antônio Dias, avec un vaste territoire d'où naîtront plus tard les municipalités de Coronel Fabriciano, Timóteo et Ipatinga (la « vallée de l'acier »)Certains prétendent qu'il a également fondé la région de São Miguel do Piracicaba, mais le capitaine major João dos Reis Cabral est également passé par là.
L'origine de Vila Rica se trouve dans l'arrondissement de Padre Farias, fondé par Antônio Dias de Oliveira, le père João de Faria Fialho et deux frères de la famille Camargo vers 1698. Francisco da Silva Bueno et José de Camargo Pimentel ont également joué un rôle important dans la fondation de Piracicaba. Antônio Dias était le nom donné au village où il vivait à Vila Rica, avant qu'il ne s'appelle Vila Rica ou Ouro Preto. En 1707, c'était la paroisse du père Marcelo Pinto Ribeiro, érigée en colonie le 16 février 1724.
Il ne faut pas le confondre avec le bandeirante Antônio Dias Adorno, dont les origines se trouvent à Bahia.